# Junior Viza
Junior Viza (ur. 3 kwietnia 1985 w Limie) – peruwiański piłkarz występujący na pozycji ofensywnego pomocnika.

## Kariera klubowa
Większość swojej kariery spędził w Alianza Lima w klubie z Limy. Występował także w izraelskich klubach Beitar Jerozolima i Hapoel Petach Tikwa. Od 2013 występuje w peruwiańskim klubie Juan Aurich Chiclayo.

## Osiągnięcia
Alianza Lima
- Primera División Peruana: 2003[3], 2004[3], 2006[3]

Beitar Jerozolima
- Ligat ha’Al: 2008[4]
- Puchar Izraela w piłce nożnej: 2008[5]
- Toto Cup: 2010[6]